# Vianen
Vianen – gmina w Holandii, w prowincji Utrecht.

## Miejscowości
Do gminy należy miasteczko o tej samej nazwie oraz 3 wsie: Everdingen, Hagestein, i Zijderveld.

## Położenie
Gmina położona jest w południowej części prowincji nad kanałem Merwedekanaal i rzeką Lek. Przecinają się tu dwie autostrady: A2 oraz A27.

## Osiedla
W mieście Vianen istnieją 3 osiedla mieszkalne:
- Het Monnikenhof,
- Helsdingen,
- De Hagen.

## Zabytki
Na terenie gminy znajdują się liczne zabytki w tym około 190 pomników. Najważniejsze z nich to:
- Fort Everdingen
- Grote kerk (kościół z XVII wieku)
- Hofpoort
- kaplica Helsdingen
- ratusz z XV w.
- ruiny muru miejskiego i Lekpoort
- kompleks zapór i śluz Weir Complex Hagestein
- wieża ciśnień we Vianen

## Transport i komunikacja
Z dworca autobusowego, oddalonego o 10 minut drogi samochodem od centrum miasta zatrzymują się liczne autobusy do wielu holenderskich miast (w tym do Utrechtu). W sezonie letnim pomiędzy Vianen a Nieuwegein pływa prom dla pieszych i rowerzystów. Ponadto znajduje się tu ogromna liczba ścieżek rowerowych.

## Galeria

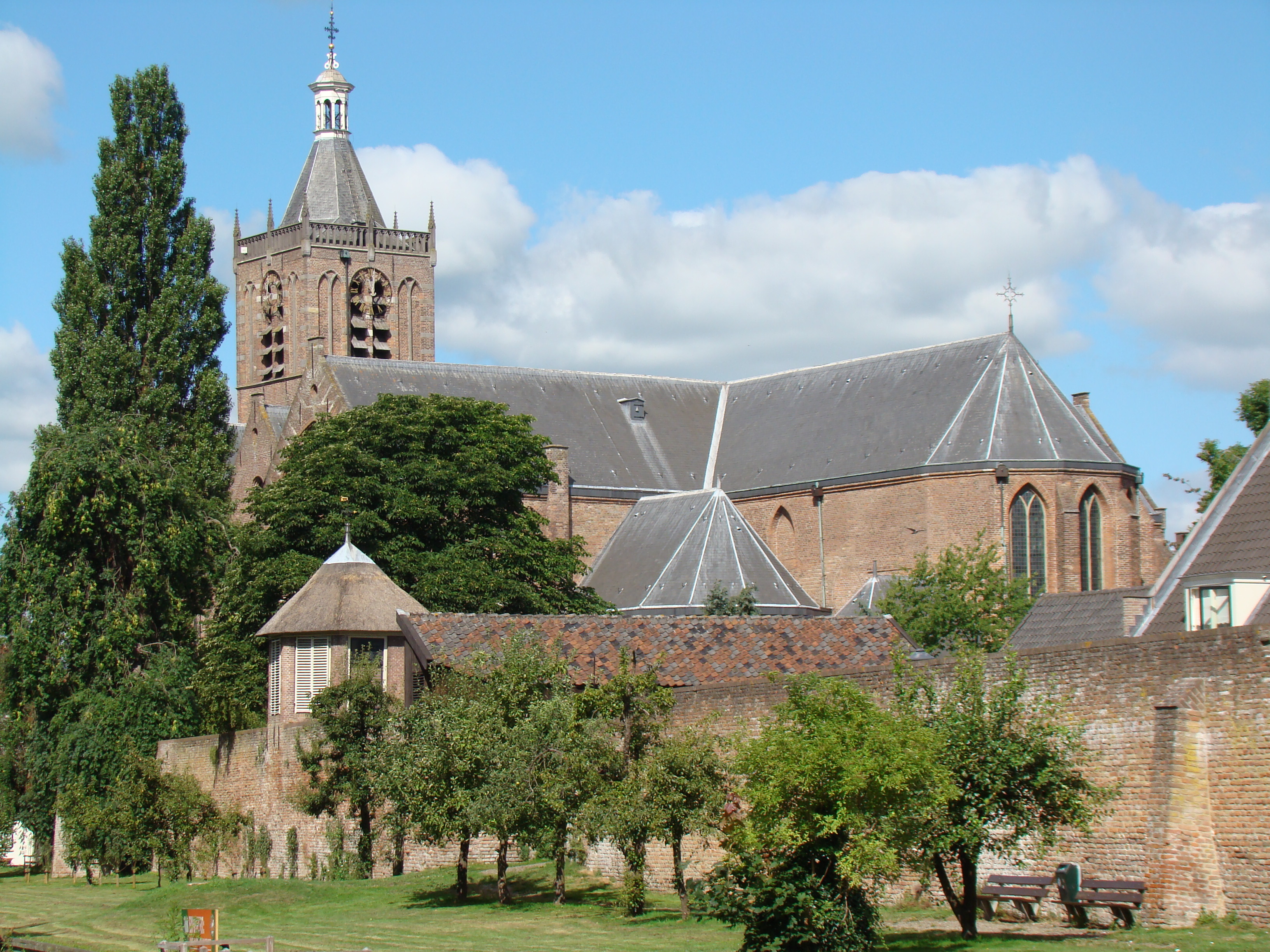
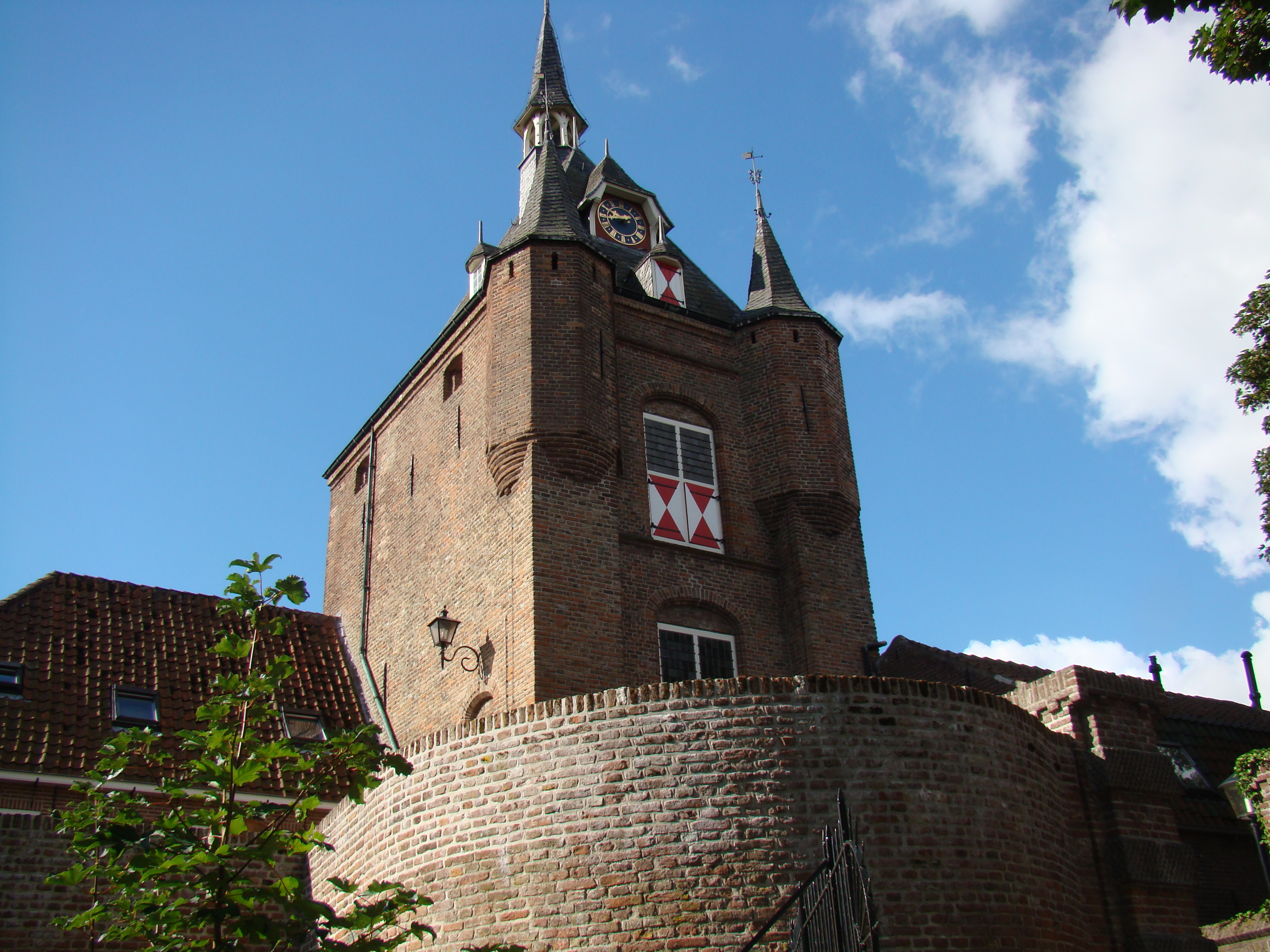
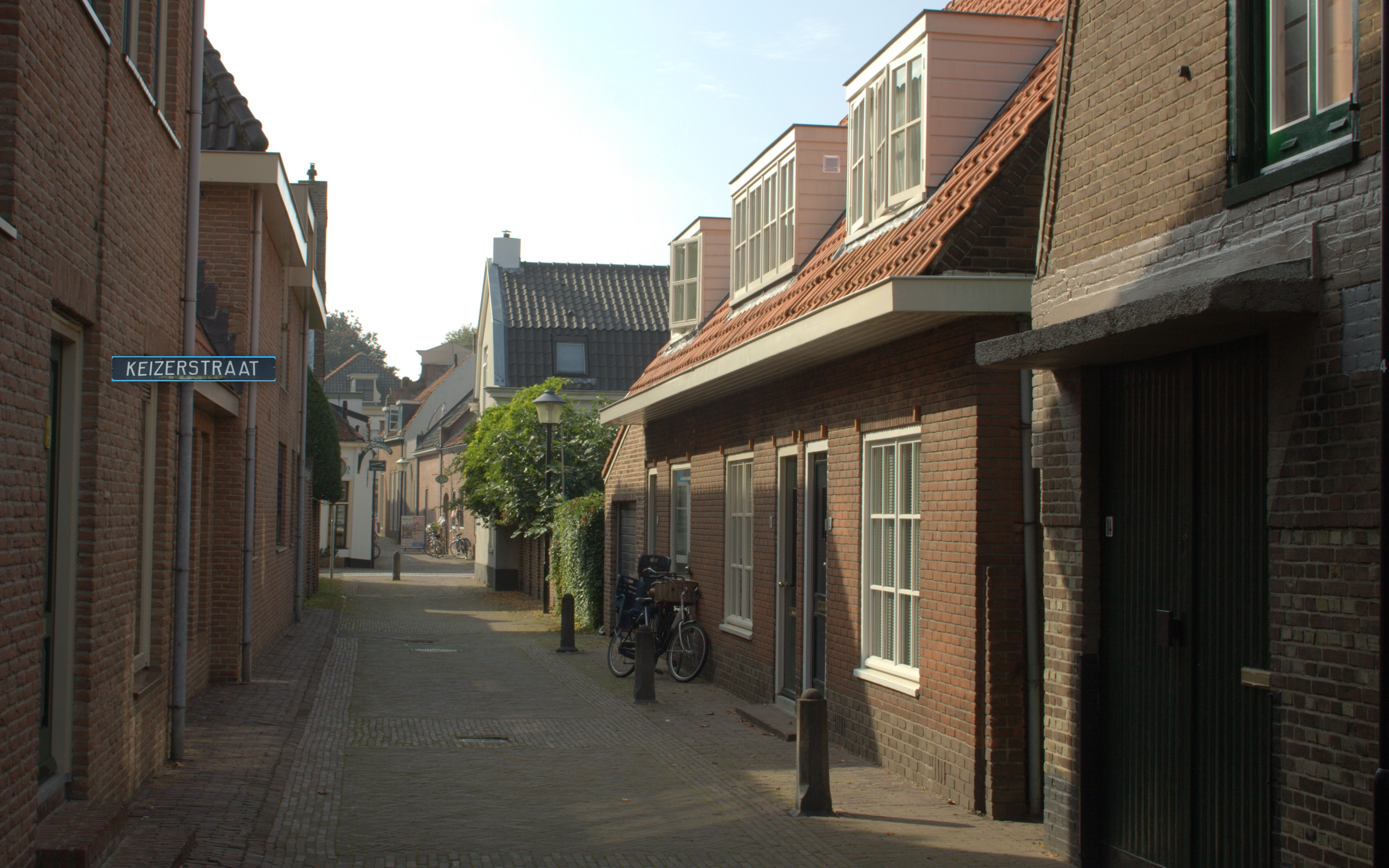
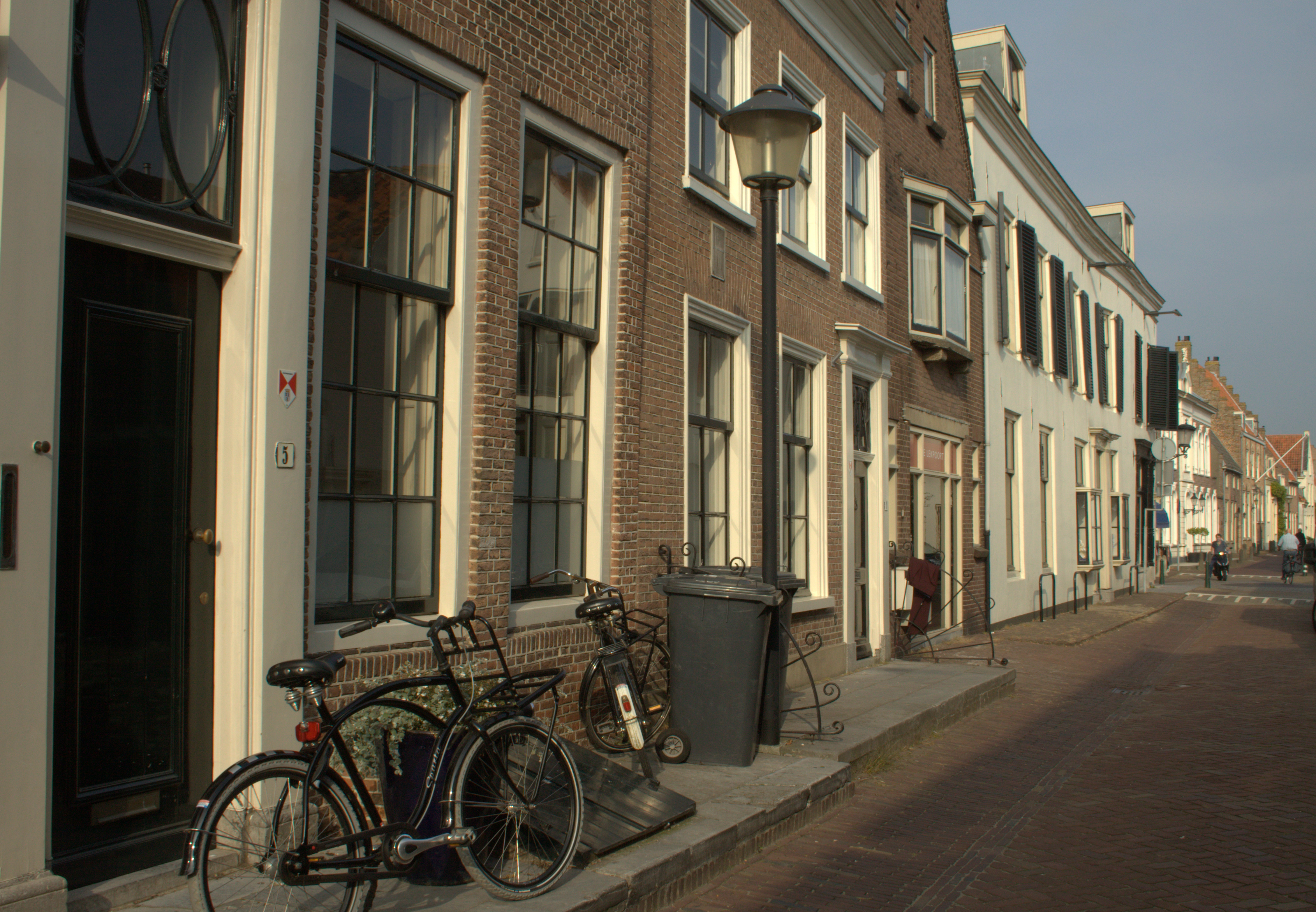
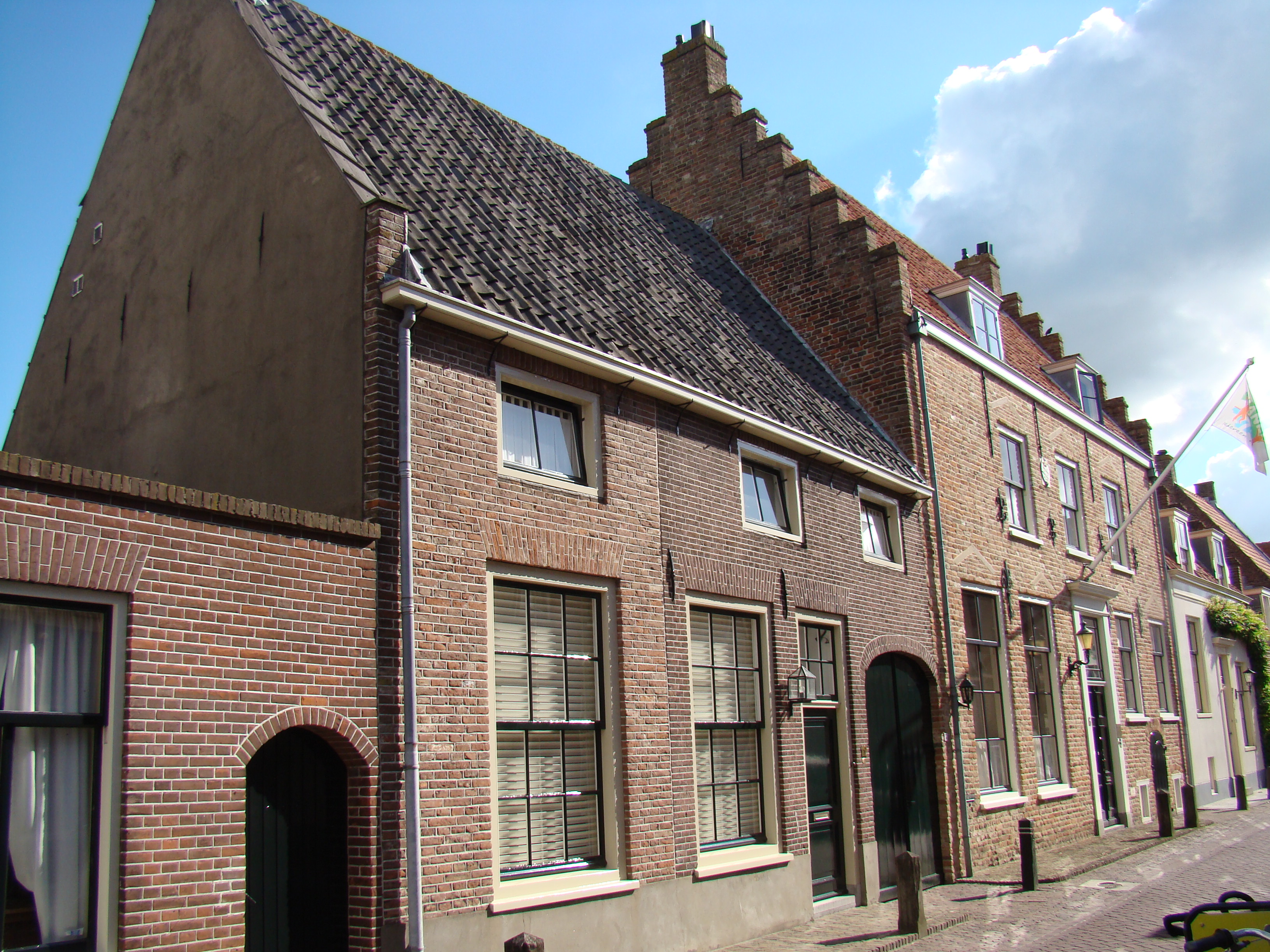
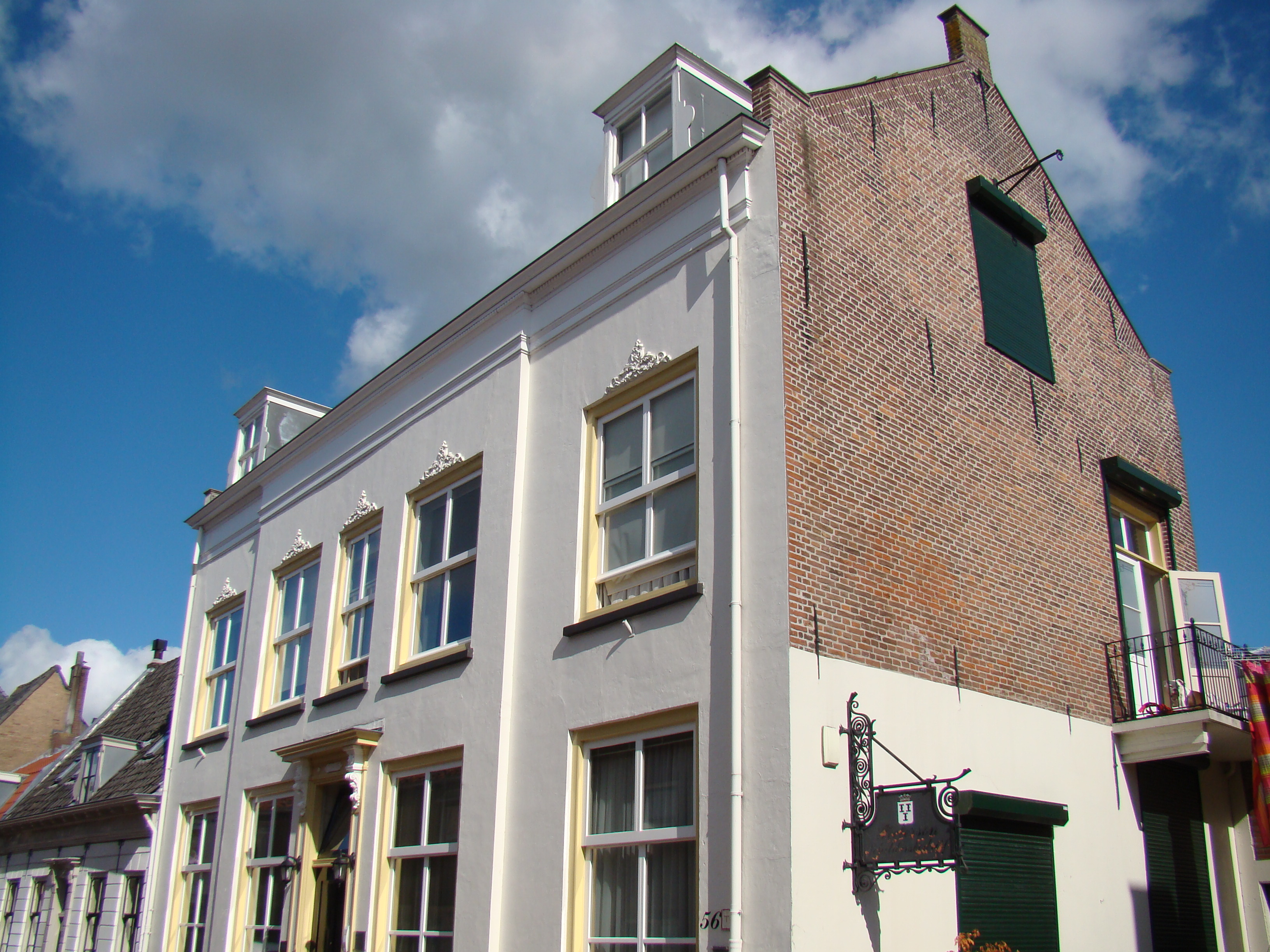